# Business Wire
 (août 2024).
Si vous disposez d'ouvrages ou d'articles de référence ou si vous connaissez des sites web de qualité traitant du thème abordé ici, merci de compléter l'article en donnant les références utiles à sa vérifiabilité et en les liant à la section « Notes et références ».
Business Wire est une société américaine de diffusion de communiqués de presse créée en 1961 par Lorry Lokey. Depuis 2006, elle fait partie du groupe Berkshire Hathaway de l'investisseur Warren Buffett. Geff Scott en est le PDG.

## Présentation
Business Wire diffuse les communiqués de presse émis par ses clients (sociétés et organisations du monde entier) à destination des agences de presse internationales (AFP, Associated Press, Reuters, Bloomberg LP, Dow Jones, etc.), des journalistes, des sites web (Yahoo!, Google, MSN, etc.), des marchés financiers, des investisseurs (professionnels et individuels) et des bases de données électroniques, dans le monde entier.
Elle emploie 500 personnes et compte quelque 18 000 clients à travers le monde. Business Wire dispose de bureaux aux États-Unis ainsi qu'à Paris, Londres, Frankfort et Tokyo.
Les circuits de diffusion réglementaire de Business Wire sont en conformité avec les obligations des principales places financières en France, Royaume-Uni, Allemagne, Suisse, Suède, États-Unis, Canada...
Cathy Baron Tamraz a été à la tête de Business Wire jusqu'en avril 2017.

## À noter
Les communiqués de Business Wire et ses satellites, étant payants, ne sont pas acceptés comme sources sur Wikipédia en français.